# 單鶴齡
單鶴齡（?年—？年），字修亭，號小雲。行一。直隸安肅縣人，乾隆五十一年丙午科第十三名舉人，嘉慶七年壬戌科會試中式二百二十四名，未殿試卒。